# 青葉台 (所沢市)
青葉台（あおばだい）は、埼玉県所沢市の町名。 単独町名で丁目の設定は無い。郵便番号は、359-1105。

## 地理
最寄駅、西武池袋線·小手指駅の北側で、西武新宿線·新所沢駅の西方向に位置する。地区の西南側の町境は国道463号に面し、地区内を砂川堀用水路が流れている。北西で北中、北東で向陽町、東で榎町、南西で小手指町と隣接する。南側の上新井 とは接していない。

### 地価
住宅地の地価は、2015年（平成27年）1月1日の公示地価によれば、青葉台1295番11の地点で15万4000円/m2となっている。

## 世帯数と人口
2017年（平成29年）9月30日現在の世帯数と人口は以下の通りである。
| 町丁   | 世帯数    | 人口    |
| ------ | --------- | ------- |
| 青葉台 | 1,187世帯 | 2,675人 |

## 交通

### 鉄道
- 最寄駅は、西武池袋線·小手指駅が利用できる。

また、西武新宿線·新所沢駅が利用可能な範囲にある（約1.2 km東）。

### 道路
- 国道463号

交差点
- 小手指陸橋北
- 小手指駅北口入口

## 施設
地区西部の国道463号沿いに大型商業施設が見られる。

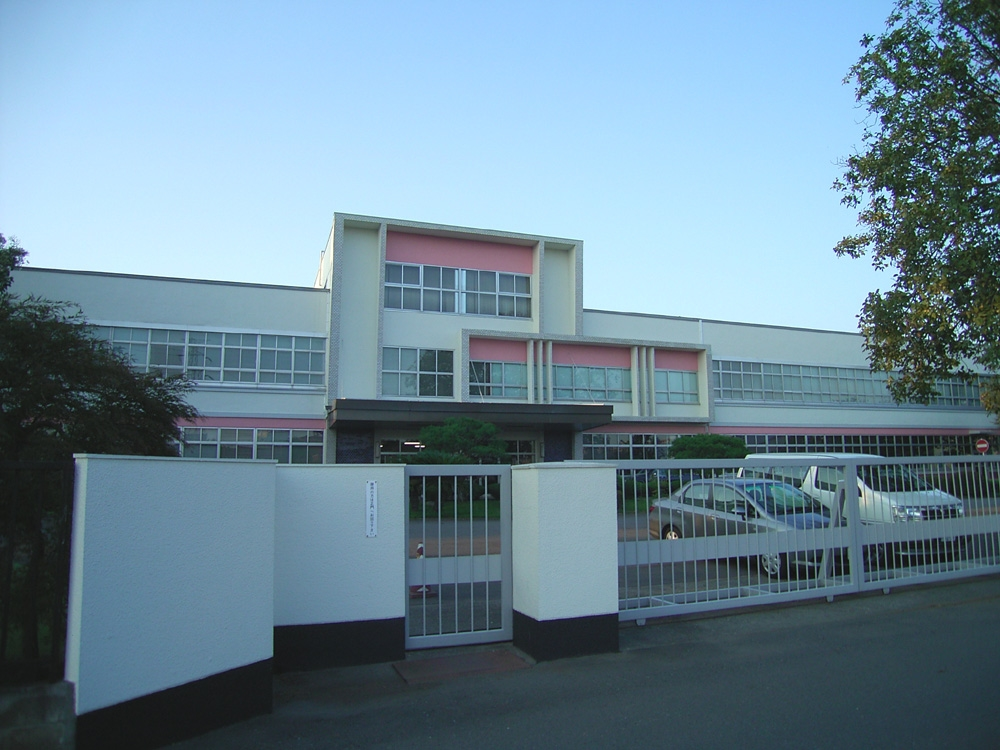
鷺宮製作所

- 鷺宮製作所所沢事業所
- 青葉台公園
- 青葉公園

## 小・中学校の学区
市立小・中学校に通う場合の学区（校区）は以下の通り
| 町丁   | 番・番地 | 小学校                   | 中学校             |
| ------ | -------- | ------------------------ | ------------------ |
| 青葉台 | 全域     | 所沢市立北小学校（緑町） | 所沢市立向陽中学校 |

## 脚註
1. 1 2  “最新の人口について”.   所沢市 (2017年10月17日). 2017年10月20日閲覧。
2. 1 2  “郵便番号”.  日本郵便. 2017年10月20日閲覧。
3. ↑  “市外局番の一覧”.   総務省. 2017年5月29日閲覧。
4. ↑  国土交通省地価公示・都道府県地価調査
5. ↑  所沢市ホームページ 住所別通学区域一覧表 2011年3月閲覧
6. ↑  所沢市立北小学校ホームページ 2011年3月閲覧